# Trubadúr (opera)
Trubadúr (v originále Il trovatore) je opera Giuseppe Verdiho z roku 1853. Autory libreta jsou Salvatore Cammarano a Leone Emmanuele Bardare, autorem předlohy „El Trovador“ (1836) je Antonio García Gutiérrez.

## Postavy
- Hrabě Luna (baryton)
- Ferrando, kapitán hradní stráže (bas)
- Leonora (soprán)
- Inez, Leonořina družka (soprán)
- Manrico, trubadúr (tenor)
- Azucena, cikánka (alt)
- Ruiz, Manricův přítel (tenor)
- Starý cikán (bas)
- Posel (tenor)

## Obsah
Trubadúr je opera o čtyřech dějstvích. Její děj se odehrává ve Španělsku v 15. století.

### První dějství
Fernando, sluha hraběte z Luny, vypráví pohnutou historii o mládí hraběte – původně měl starý hrabě dva syny. U lože jednoho z nich nalezli cikánku, kterou obvinili, že jej očarovala, a upálili. Cikánčina dcera Azucena se pomstila tím, že uloupila (a pravděpodobně zabila) druhého syna. Starý hrabě tomu nikdy neuvěřil a až do své smrti zapřísahal svého syna – nynějšího hraběte Lunu, aby se snažil najít svého bratra.
Leonora poslouchá v zahradě serenádu od neznámého trubadúra a svěřuje se své společnici se svou láskou k němu. Hrabě Luna, který se Leonoře dvoří, to zaslechne a vrhá se na trubadúra s mečem v ruce. Leonora však souboji zabrání.

### Druhé dějství
Cikánka Azucena vypravuje Manricovi, kterého od malička vychovávala, podobný příběh, jako ten Fernandův v prvním dějství. Manrico začíná tušit, že asi není Azuceniným synem. Azucena zapřísahá Manrica, aby pomstil na Lunovi smrt její matky. Do toho přináší posel dvě zprávy – jednu dobrou a jednu špatnou. Podle té dobré je Manrico jmenován velitelem knížecí vojenské posádky. Podle té špatné se Leonora domnívá, že je Manrico mrtev a chystá se proto vstoupit do kláštera.
V klášterní chodbě číhá Luna, aby Leonoru při vstupu do kláštera unesl. V pravý čas se objevuje Manrico a Leonoru zachraňuje jak před klášterem, tak před hrabětem.

### Třetí dějství
V táboře Lunových vojáků je zajata cikánka (ze které se vyklube Azucena) a obviněna ze špionáže. Když tvrdí, že je Manricova matka a hledá zde svého syna, hrabě Luna zajásá a bere ji jako rukojmí. Mezitím v zámku Castellor obklopeném Lunovým vojskem Manrico ujišťuje Leonoru, že ji ochrání. Když uslyší, že venku zajali Azucenu a chystají se ji upálit, vrhá se ven do beznadějného boje.

### Čtvrté dějství
Manrico je po prohraném boji s přesilou zajat a čeká ve sklepení spolu s Azucenou na smrt. Leonora nabízí Lunovi svou lásku a manželství výměnou za Manricův život. Luna souhlasí. Když Leonora vypoví vše o této dohodě svému milému, zahrne jí Manrico výčitkami. Leonora však padá mrtvá k zemi – již dříve se otrávila, aby po propuštění Manrica unikla Lunovi. Luna nechává ve vzteku nad Leonořinou smrtí popravit Manrica. Poslední slovo však patří Azuceně, která hraběti prozradí, že zabil vlastního bratra.

### Online dílo
- CAMMARANO, Salvatore; BARDARE, Leone Emanuele. Troubadour. Překlad Emanuel František Züngel. Praha: Urbánek, 1892. Dostupné online. Premiéra 19. 1. 1853 v římském divadle Apollo. Námět vychází z dramatu El trovadore španělského básníka Antonia Garcíi y Gutiéreze. Libretista Cammarano před dokončením libreta zemřel, závěr opery tedy dokončil Leone Emanuele Bardare. Premiéra opery v českém jazyce se konala 30. 6. 1861.